# Unlucky Morpheus
Unlucky Morpheus ist eine japanische Symphonic-Power-Metal-Band, die 2008 von der Sängerin Fuki und dem Gitarristen Shiren gegründet wurde. Sie beschreiben ihr Musikgenre als „Technical Melodic Speed Metal“.

## Geschichte
Für den Namen der Band wurde zuerst der Spitzname "Ankimo" gewählt; der vollständige Name "Unlucky Morpheus" ergab sich aus dem Spitznamen, weil er – japanisch ausgesprochen – ähnlich klingt. Als Projekt der Dōjin-Szene beschäftigte Ankimo/Unlucky Morpheus sich u. a. mit Musik zum Tōhō-Project der Shanghai-Alice-Gruppe, die de facto nur aus dem japanischen Spieleentwickler ZUN besteht.
2018 veröffentlichte die Gruppe die Songs "CADAVER" und "REVADAC", die sich zueinander wie Palindrome verhalten: der eine ist die rückwärts gespielte Version des anderen.
Im Dezember 2020 wurde eine Untereinheit namens QUADRATUM angekündigt, die sich auf Instrumentalcover mit Jinya, Jill, FUMIYA und Ogawa Hiroyuki konzentrierte.

## Diskografie

### Studioalben
- 2009: Rebirth
- 2009: Amazement Park!!
- 2009: Jealousy
- 2010: Byougin Kishou (猫吟鬼嘯)
- 2011: Heavy Metal Be-Bop
- 2011: Faith and Warfare
- 2012: Parallelism・α
- 2012: Parallelism・β
- 2013: Best of Dramatic Melody
- 2014: Signs
- 2014: Affected
- 2015: Vampir
- 2015: Rebirth Revisited
- 2018: Saireco Jealousy
- 2018: Change Of Generation
- 2019: Hypothetical Box Act 3
- 2019: Heikou Jikuu no Ongakukai (平行時空の音楽会)
- 2020: Unfinished
- 2021: Hypothetical Box Act 2
- 2022: Evolution

### EPs
- 2008: Hypothetical Box
- 2013: Miseria Kills Slaughterously
- 2020: Takiyasha Hime (瀧夜叉姫)

### Instrumentale EPs
- 2009: Rebirth Off Vocal Ver.
- 2009: Rebirth Off Vocal Ver. 2
- 2010: Jealousy Off Vocal Ver.
- 2015: Rebirth Revisited Off Vocal Ver.

### Livealben
- 2011: Fuyu no Mikaku Tabearuki Final ~Lunatic East~ Live CD
- 2017: Live 2017 CD
- 2018: Kiseki no Hirabi (奇跡の平日)

### Zusammenarbeiten
- 2009: Unbeatable Accomplice (mit Aquaelie)
- 2011: U&I Eurobeat Remix (mit Icarus’cry)
- 2012: Parallelism・γ (mit Undead Corporation)
- 2012: Gekijou Tenor (劇情テノール) (mit Undead Corporation)

### Singles
- 2015: Wings
- 2016: Black Pentagram
- 2018: Cadaver / Redavac
- 2019: So That a Star Shines at Night Sky

### Videoalben
- 2011: Fuyu no Mikaku Tabearuki Final ~Lunatic East~ Live DVD
- 2017: Live 2017
- 2019: Change Of Generation Tour Final
- 2020: Lunatic East 2019 Tour Final[2][4]